# Казе Францаго (Порденоне)
Казе Францаго је насеље у Италији у округу Порденоне, региону Фурланија-Јулијска крајина.
Према процени из 2011. у насељу је живело 167 становника. Насеље се налази на надморској висини од 45 м.